# Émetteur Lyman-alpha

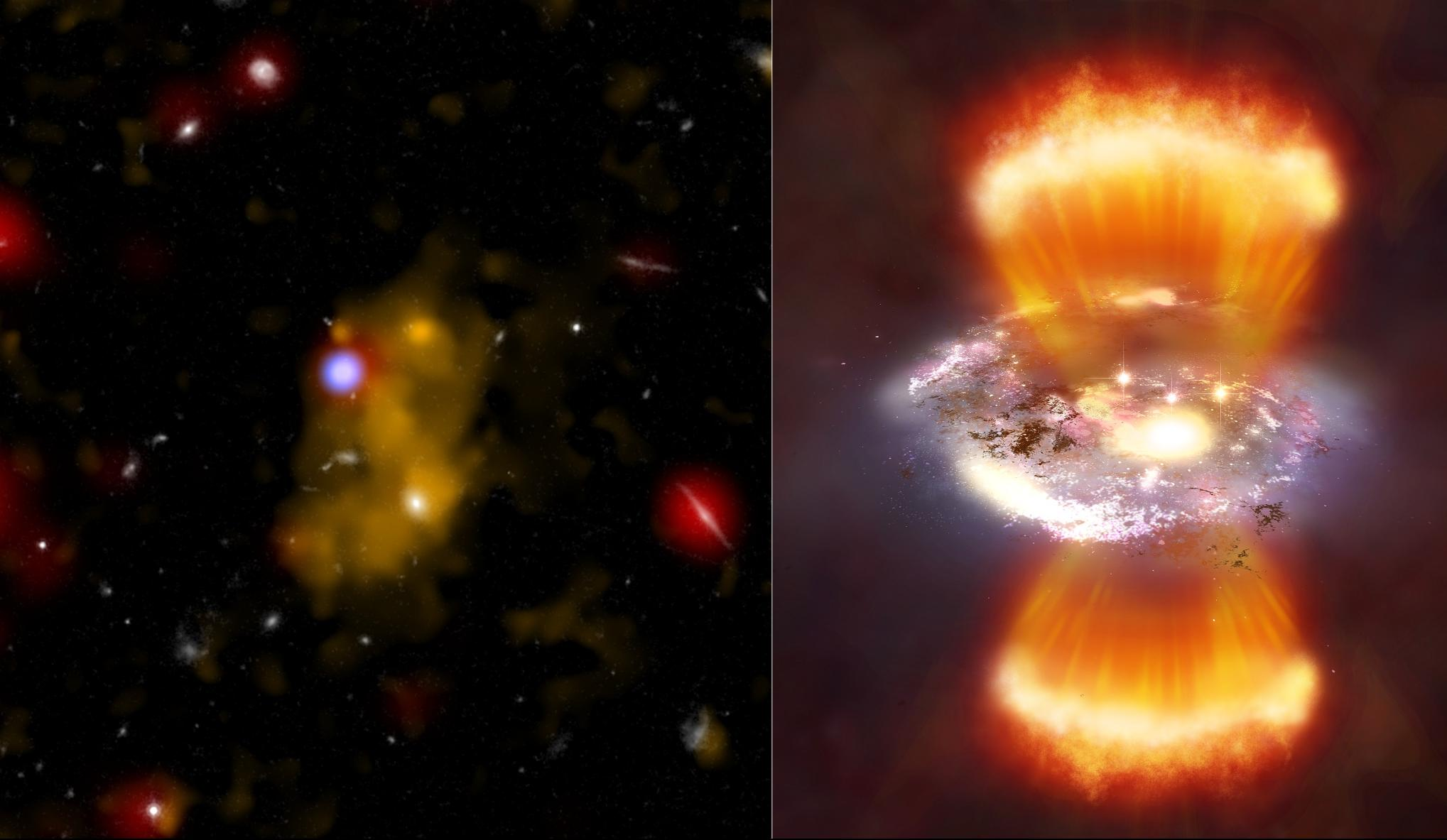
Un émetteur Lyman-alpha (à gauche) et une représentation de l'apparence d'une telle galaxie vue de plus près (à droite).

Un émetteur Lyman-alpha (en anglais Lyman-alpha emitter, ou LAE) est une galaxie présentant une raie Lyman-alpha en émission. La raie Lyman-alpha, notée Ly-α, est produite par recombinaison de l'hydrogène ionisé et correspond à la transition électronique de n = 2 à n = 1, n étant le nombre quantique principal de l'atome d'hydrogène. L'hydrogène est présent en grande quantité dans le milieu interstellaire des galaxies. La production de photons lyman-alpha y est donc élevée.
Les émetteurs Ly-α sont observés sur des distances allant jusqu'à des redshifts de l'ordre de 8. Ils sont par conséquent extrêmement éloignés et offrent ainsi un regard sur le passé lointain de l'Univers.
L'observation des émetteurs Ly-α se fait par spectroscopie ou par technique de bande étroite centrée sur une longueur d'onde λ permettant de déduire un décalage vers le rouge, noté z, par rapport à la longueur d'onde de la raie Ly-α, qui est de 121,566 8 nm :
{\displaystyle 1+z={\frac {\lambda }{121,5668\mathrm {\ nm} }}}.
L'observation de ce décalage vers le rouge est importante en cosmologie car elle permet de détecter la présence de l'hypothétique matière sombre dans les halos galactiques.